# Priscila Cruz
Priscila Cruz (São Paulo, 26 de dezembro de 1974) é uma especialista em Educação Básica Pública e uma das vozes mais atuantes no debate educacional brasileiro. É cofundadora e presidente-executiva do Todos Pela Educação, organização não-governamental, sem fins lucrativos, criada para assegurar o direito à educação básica de qualidade para todos os cidadãos. 
Mestre em Administração Pública pela Harvard Kennedy School of Government, com graduação em administração de empresas pela FGV-SP e em Direito pela USP, Priscila costuma colaborar, em entrevistas e com artigos sobre temas relacionados à Educação, para os diversos veículos de imprensa – entre eles a Folha de S. Paulo, O Estado de S. Paulo, O Globo e Piauí.  Frequentemente é entrevistada para reportagens relacionadas a educação pública pelo Jornal Nacional, da TV Globo.

## Biografia
Priscila Cruz nasceu em São Paulo, onde se formou em Administração de Empresas (em 1997, na FGV-SP) e Direito (em 1998, na USP). Iniciou sua vida profissional na iniciativa privada. Em 2001, foi convidada a trabalhar no Comitê do Ano Internacional do Voluntário no Brasil, da ONU, e desde então se dedica com exclusividade ao terceiro setor.
No Comitê da ONU no país, Priscila foi responsável por coordenar todos os projetos com o objetivo de mobilizar brasileiros para o trabalho voluntário. O Brasil viu dobrar o número de voluntários naquele ano, época em que o terceiro começava a se profissionalizar e expandir-se: foram mais de 20 milhões de pessoas.
Em 2002, com Milú Villela, então presidente do Centro Voluntário de São Paulo e do Instituto Faça Parte, e outros nomes, como o escritor Frei Betto e o jornalista Ricardo Kotscho, fundou o Instituto Faça Parte, organização dedicada a incentivar projetos de voluntariado desenvolvidos por estudantes e conectados com proposta pedagógica. 
Priscila Cruz dedicou-se ao Faça Parte até 2006, ano da fundação do Todos Pela Educação – aliança inédita entre lideranças da sociedade civil, educadores, professores, especialistas, Ministério da Educação, Consed (Conselho Nacional de Secretários de Educação) e Undime (União Nacional dos Dirigentes Municipais de Ensino) com o objetivo valorizar a educação pública de qualidade para crianças e jovens. 
Priscila começou a delinear o que viria a ser o Todos Pela Educação em 2005. Para isso, entrevistou 74 pessoas ligadas à área, além de lideranças sociais e políticas. Assim, planejou e colocou em prática, com um grupo amplo de pessoas, a organização da qual é presidente-executiva.
O movimento foi lançado em 6 de setembro de 2006, no Museu do Ipiranga, em São Paulo, com a apresentação da carta Compromisso Todos Pela Educação Brasileira, com prazo para 2022 – alusão aos 200 anos de Independência do Brasil. Em 2020, a Assembleia de Associados e Fundadores decidiu a continuidade dos trabalhos do Todos Pela Educação após 2022.

## Premiações
- Prêmio Notáveis CNN Brasil 2022 – categoria Educação – concedido ao Todos Pela Educação pela emissora CNN Brasil
- Prêmio de aluna destaque 2014/2015 – Harvard Kennedy School of Government
- Prêmio Darcy Ribeiro – concedido pela Comissão de Educação e Cultura da Câmara dos Deputados em 2012
- Prêmio Jovem Liderança na Educação – concedido pelo Grupo Estado em 2012
- Prêmio 100 melhores ONGs 2019